# Амбае
Амбае или Аоба (на бислама Ambae, Aoba) е остров с вулканичен произход в югозападните части на Тихи океан (15° ю.ш. и 168° и.д.) с територия 402 км2 и население около 10 хил. души. Разположен североизточно от Нова Зеландия в архипелага Нови Хебриди той е включен в състава на Република Вануату. В миналото е бил известен под името „Островът на прокажените“, а към днешна дата е в полезрението на специалистите вулканолози.
Амбае е покрит с гъсти тропически гори. По крайбрежието на места се срещат множество вторични кратери и вулканични конуси. Интригуваща гледка представляват взривовете, предизвикани от взаимодействието на горещата лава с водите на океана. Някой от така образуваните кратери се запълват с вода и се превръщат в езера.
В самия център на остров Амбае е разположен вулканът Манаро, по мнението на специалистите – един от най-опасните вулкани в света. Кратерът е запълнен с вода и образува езерото Вуи с площ 2 км2.